# 王宮地底迷宮
王宮地底迷宮（匈牙利語：Labyrinth of Buda Castle）是布達城堡地底洞穴系統的一部分，在2011年之前可以參觀，但現在已經關閉。在2000年時，布達地底迷宮被選為世界最有趣的50個地點，並被選為布達佩斯10大文化景點和世界七大地下奇蹟。